# Jalapa Railroad and Power Co. (JRR&PC)
La Jalapa Railroad and Power Co. (JRR&PC) fue una empresa de ferrocarril que dio servicio de carga y de pasajeros entre Jalapa y Teocelo, en el estado de Veracruz, México, entre 1898 y 1945. Coloquialmente, al tren se le llamaba "El Piojito".

## Historia

### Antecedentes: proyecto de 1895
En 1895 la "Jalapa Railroad & Power Co." tenía el proyecto de establecer el camino ferroviario de 76 km entre Jalapa y Córdoba. En caso de haberse llevado a cabo, hubiera sido el primer ferrocarril eléctrico en México.

### Desarrollo
En 1898, se inauguró con locomotoras de vapor el primer segmento de 18,6 km, que abarcaba las comunidades de Jalapa, Coatepec, Xico y Teocelo.
El ferrocarril no llegó a ser electrificado y nunca llegó a Córdoba. En 1928, los trenes de gas reemplazaron a las locomotoras.
En 1936 comienza a operar la línea de autobuses Excelsior Jalapa Coatepec Xico donde los socios construyeron la carretera antigua Jalapa-Coatepec y dando competencia al Piojito. En 1941 se inicia en Teocelo la línea de autobuses Unión de Permionarios Nezahualcóyotl Jalapa Coatepec Teocelo.
En 1945 se descontinuó el servicio debido a la competencia de las líneas de autobuses.
El dueño de la empresa era Louis T. Haggin, hijo del magnate estadounidense James Ben Ali Haggin. El representante legal en México era John B. Frisbie (1823–1909), yerno de Mariano Guadalupe Vallejo. William K. Boone fue el gerente general desde 1909 hasta que la empresa fue expropiada por el gobierno mexicano en abril de 1925.